# Robinet à boisseau
Pour les articles homonymes, voir robinet.

Pointeau manœuvré par un flotteur.

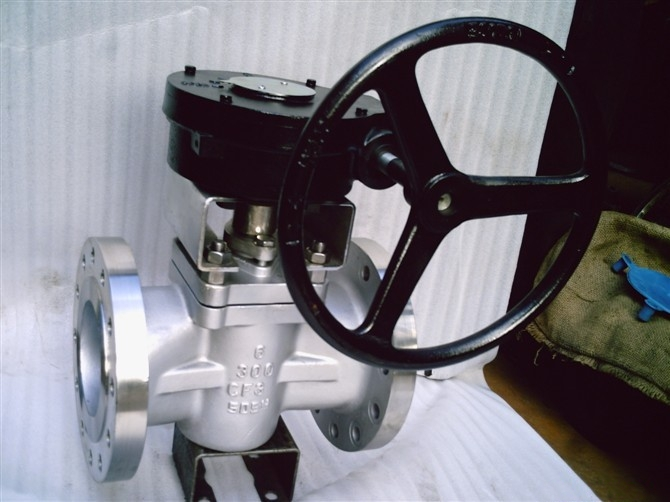
Vanne de sectionnement muni d'un volant avec réducteur.

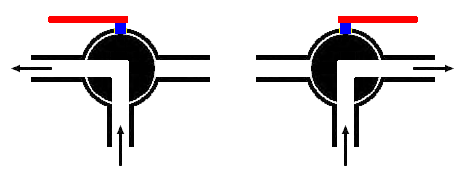
Principe d'une distribution à deux exutoires.

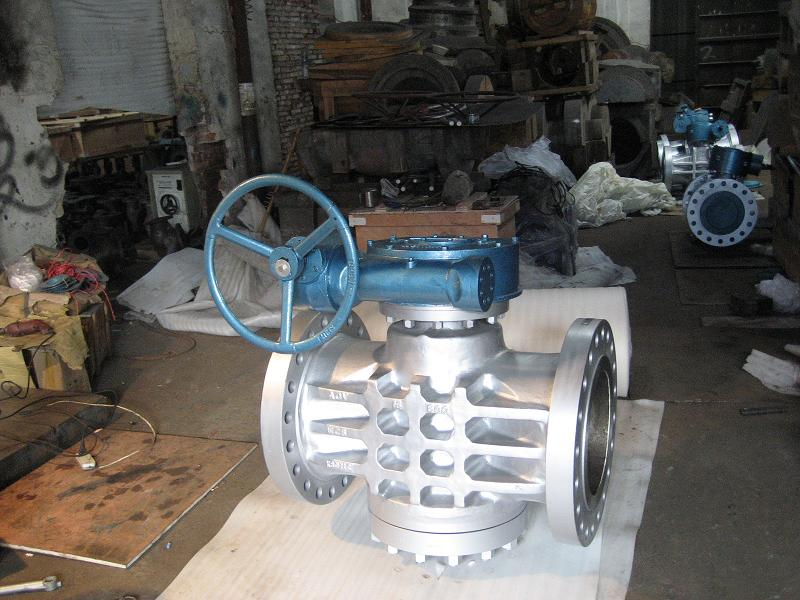
Robinet à vis-pointeau muni d'un volant.

Un robinet à boisseau ou robinet à pointeau est un robinet ou une vanne dont l'obturateur cylindrique ou conique (« boisseau » ou « pointeau ») est guidé en rotation ou en translation vers le corps de la bride pour couper la circulation du fluide ou en contrôler le débit. Le pointeau présente à sa périphérie des canules qui permettent le rétablissement du courant de fluide dès qu'on ouvre le robinet. Ces vannes sont de facture simple et, le plus souvent, économique.

## Principe
Lorsque le pointeau est à moulure conique, la poignée est ordinairement fixée à l'extrémité de plus grand diamètre de cet obturateur. Les vis-pointeau ne comportent généralement pas de bouchon : l’extrémité de l'obturateur en pointeau, qui se termine par une poignée, débouche directement à l'extérieur sans autre étanchéité. Ainsi, de tels robinets n'ont pas vraiment d’axe, le levier et la poignée (en forme de L) formant une seule et même pièce d'un seul tenant, solidaire du corps de la vis-pointeau. L'autre extrémité de la vis-pointeau débouche elle aussi vers l'extérieur, mais elle est munie d'un mécanisme de butée qui empêche qu'elle se dégage complètement de son logement.
Le robinet à boisseau le plus simple et le plus répandu est le robinet à deux voies, correspondant aux positions ouvert (pour laisser passage au fluide), et fermé pour couper la distribution de fluide. Le fluide, lorsque le robinet est ouvert, circule par des canules pratiquées dans le corps du robinet. Le boisseau obture une chambre intermédiaire entre l'admission et l'exutoire, qui sont le plus souvent des tuyaux coaxiaux. On passe de la position ouverte à la position fermée du robinet en imprimant un quart de tour à la poignée (robinet « quart de tour »).  Ce mouvement de quart-de-tour est limité par une butée, à l'exception notable des robinets en pyrex du matériel de chimie (cf. infra).  
Les robinets à boisseau moulé en forme de cône (souvent en bronze) servent souvent de simples vannes de sectionnement dans les réseaux de gaz domestique.  
Un robinet à boisseau peut parfaitement comporter davantage que deux voies et jouer le rôle de distributeur : un robinet à trois voies permet de distribuer le fluide d'admission vers deux sorties différentes. Plus généralement, on peut utiliser un robinet à boisseau à trois voies pour mettre en communication les voies 1 et 2, 2 et 3 ou 1 et 3, voire mettre en communication les trois voies simultanément. Les fonctions de distributeur d'un robinet multi-voies sont absolument identiques à celles d'une vanne à boisseau sphérique ou de vannes à distributeur rotatif. Une dernière possibilité pour distribuer le fluide vers deux exutoires distincts, consiste à munir le pointeau de deux canules diagonales et parallèles. En tournant le pointeau de 180°, on mettra en communication l'admission avec l'un ou l'autre des exutoires.  
Les robinets dont sont munis certains articles de verrerie de laboratoire sont des robinets à vis-pointeau tronconique. Lorsqu'il est moulé dans corps d’une ampoule de coulée, le corps du robinet est en verre ; dans les autres cas, on emploie un plastique inerte comme le Téflon. La vis-pointeau, elle, peut être indifféremment en verre ou en plastique : lorsqu'elle est en verre, la poignée et la vis-pointeau sont moulées en une seule pièce. Si le corps du robinet et la vis-pointeau sont en verre, les surfaces de contact sont en verre dépoli (voyez « Ampoule à décanter ») et sont enduites de graisse. Pour la technologie du vide, notamment les pompes, on a recours à des verres spéciaux. Pour les vides poussés, l’étanchéité à l’air ne peut être obtenue qu'en graissant les contacts. Et si la vis-pointeau, maintenue trop longtemps dans la même position (fermé ou ouvert), est grippée, on peut injecter un lubrifiant à travers le graisseur du robinet en service.